# Genderen
Genderen  é uma aldeia no município neerlandês de Aalburg, na província de Brabante do Norte com cerca de 1 640 habitantes (31 de dezembro de 2008, fonte: CBS). Está localizada na margem direita do Bergse Maas, na Terra de Heusden e Altena.
Por volta de 1100 a aldeia de Gendoron foi registrada nos livros do Vaticano. O povoado cresceu em torno de uma capela erguida no local onde situa-se atualmente a torre da Igreja Reformada. No período turbulento da Reforma, Genderen tornou-se protestante. Desde esse tempo, a maioria de sua população sempre pertenceu à Igreja Reformada.
Durante a Segunda Guerra Mundial, as construções da aldeia foram severamente atingidas pelo fogo da artilharia aliada, incluindo as suas duas igrejas. Depois da guerra, as igrejas foram reconstruídas.
Genderen foi um município independente até 1923, quando fundiu-se com Eethen. O município de Genderen era composto das aldeias de Genderen, Eethen e Heesbeen, e já teve vários nomes ao longo do século XIX (Eethen, Genderen en Heesbeen - Heesbeen, Eethen en Genderen).